# Ectobius semenovi
Ectobius semenovi är en kackerlacksart som beskrevs av Bei-Bienko 1935. Ectobius semenovi ingår i släktet Ectobius och familjen småkackerlackor.
Artens utbredningsområde är Kazakstan. Inga underarter finns listade i Catalogue of Life.